# Le mie donne (Franco Califano)
Le mie donne è l'ultimo inedito di Franco Califano pubblicato nel 2015 dalla Hydra Music come singolo postumo.

## Tracce
1. Le mie donne (versione interpretata da Franco Califano) – 3:22 (F. Califano, A. Pesce, F. Head)
2. Le mie donne (versione originale interpretata da ONOF) – 3:56 (A. Pesce, F. Head)
3. Le mie donne (videoclip)

## Produzione
Il brano è stato composto nel 2004 dal produttore discografico Amedeo Pesce insieme all'autore Frank Head. Nel 2005 Franco Califano lo ascoltò, gli piacque, apportò delle modifiche insieme a Mario Lavezzi e decise di presentarlo al Festival di Sanremo 2005, invece poi optò per portare il brano Non escludo il ritorno di Federico Zampaglione e Le mie donne è rimasto inedito fino al 2015, quando l'etichetta Hydra Music lo pubblica come singolo postumo.